# Yagha
Le Yagha est une des 45 provinces du Burkina Faso, située dans la région du Sahel.

## Géographie

### Démographie
- En 1997, le département comptait 116 985 habitants estimés.
- En 2006, le département comptait 159 485 habitants recensés[1].

### Principales localités
- Chef-lieu : Sebba.

## Administration

### Départements ou communes

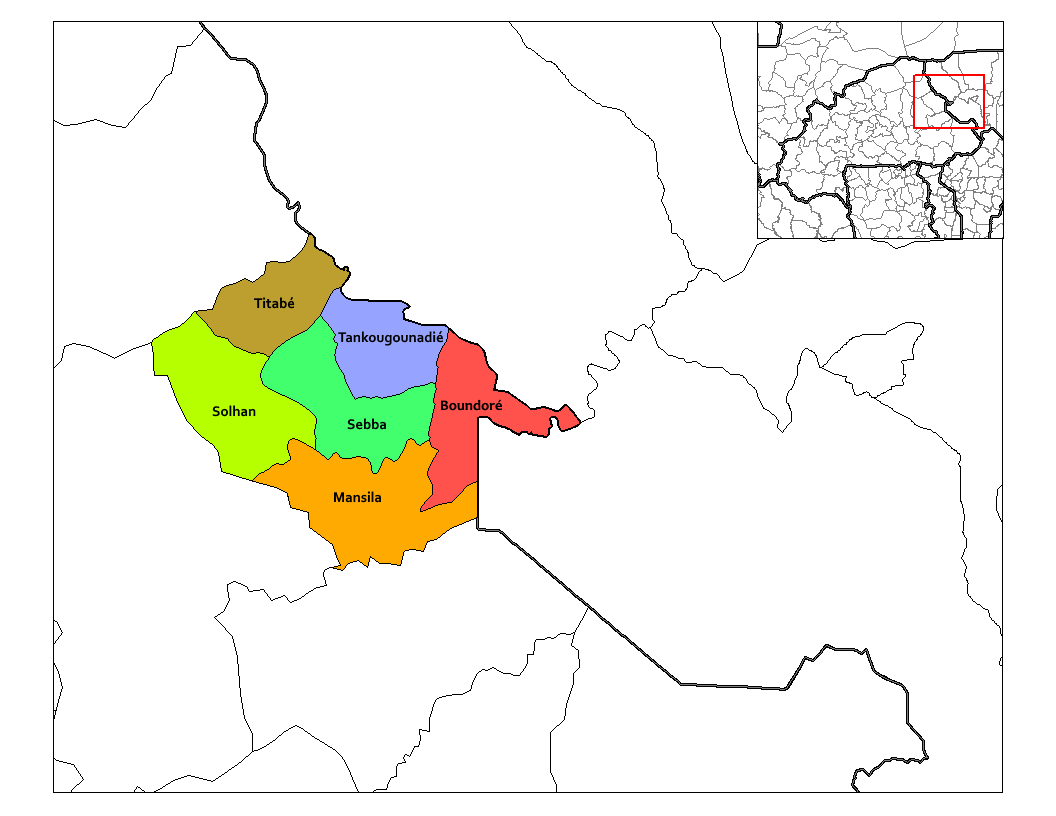
Localisation des six départements de la province du Yagha, formant également le district sanitaire de Sebba.

La province du Yagha est administrativement composée de six départements ou communes.
Cinq sont des communes rurales, Sebba est une commune urbaine dont la ville chef-lieu, subdivisée en 5 secteurs urbains, est également chef-lieu de la province :
| Département ou commune     | Type de commune            | Subdivisions,                        | Chef-lieu                     | Population | Population | Population |
| Département ou commune     | Type de commune            | Subdivisions,                        | Chef-lieu                     | Est. 2003  | Rec. 2006  | Rec. 2019  |
| -------------------------- | -------------------------- | ------------------------------------ | ----------------------------- | ---------- | ---------- | ---------- |
| Boundoré                   | rurale                     | 20 villages                          | Boundoré                      |            |            |            |
| Mansila                    | rurale                     | 29 villages                          | Mansila                       |            |            |            |
| Sebba                      | urbaine                    | 1 ville (5 secteurs) et 18 villages  | Sebba (chef-lieu de province) |            |            |            |
| Solhan                     | rurale                     | 16 villages                          | Solhan                        |            |            |            |
| Tankougounadié             | rurale                     | 13 villages                          | Tankougounadié                |            |            |            |
| Titabé                     | rurale                     | 13 villages                          | Titabé                        |            |            |            |
| 6 départements ou communes | 6 départements ou communes | 1 ville (5 secteurs) et 109 villages | Total                         |            |            |            |